# Хетфилд (Восточный Суссекс)
Хетфилд (англ. Heathfield) — небольшой, процветающий рыночный город в Восточном Суссексе в Англии.

## Место расположения
Хетфилд находится недалеко от перекрестка двух основных дорог: A267 между Ройял-Танбридж-Уэллсом и Истборном, и A265 из Хокхерста. Он находится почти на равном расстоянии от Танбридж-Уэллса и Истборна: примерно в 26 км.

## История
Исторически сложилось так, что Хетфилд лежал на древней дороге (Риджуэй), соединяющей Саут-Даунс с Уилдом. Его рыночная хартия была предоставлена в феврале 1316 года во время правления Эдуарда II. Железо Вилдена принесло городу процветание в XVI и XVII веках. Появление железной дороги (ветка Cuckoo) в 1880 году вдохнуло в город новую жизнь. Последняя не была финансово успешной, и ветка между Эриджем и Поулгейтом была закрыта в 1968 году. Полотно бывшего пути теперь называется тропа Cuckoo и является частью Национальной велосипедной сети.
Первоначальная деревня, Старый Хетфилд, теперь является лишь частью города, который со временем расширился.

## Преступность
Уровень преступности в Хетфилде был ниже, чем в среднем по стране:
| Преступление                        | В городе | В стране |
| ----------------------------------- | -------- | -------- |
| Ограбления                          | 0,25     | 1,85     |
| Угоны автомобилей                   | 1,87     | 4,04     |
| Кражи из автомобилей                | 5,35     | 9,59     |
| Преступления сексуального характера | 0,52     | 1,17     |
| Насилие над личностью               | 10,14    | 19,97    |
| Кражи со взломом                    | 2,82     | 5,67     |

## Достопримечательности
Приходская церковь в Хетфилде посвящена Всем Святым: образец надгробия, украшенного терракотовой плиткой Хармера, находится на кладбище при церкви. В городе базируется крикетный клуб Heathfield Park Cricket Club, основанный в 1878 году и занимающий одну из самых живописных среди всех площадок для игры в крикет в Суссексе.

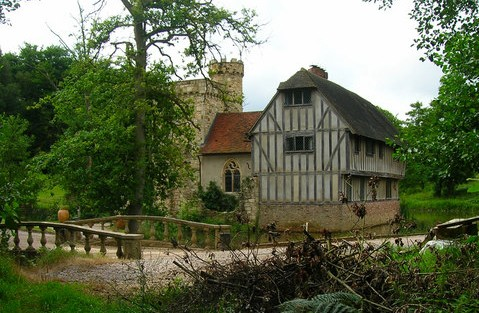
Замок Брейлшем

Близлежащий особняк Хетфилд-парк датируется семнадцатым веком. В углу территории поместья находится памятник истории под названием Гибралтарская башня. Расположенный северо-восточнее, на окраине прихода, замок Брейлшем представляет собой современный дом, построенный в 1993 году с использованием традиционных материалов и строительных технологий с целью имитации средневековой усадьбы, окруженной рвом, с действующим подъемным мостом.
Примерно в полутора километрах от города находится передающая станция Хетфилда, вышка 145 м высотой (135 м до нижней части кожуха антенны), которая транслирует теле- и радиосигналы на Восточный и Западный Суссекс, а также частично на юг Кента.

## Культура
Ежегодно в апреле в городе проводится ежегодная ярмарка под названием Heffle Cuckoo Fair, а в мае — ежегодное шоу Хетфилда. В Хетфилде находится общественный колледж Хетфилда (Heathfield_Community_College), несколько начальных школ этого района и 2 дошкольных учреждения. Напротив колледжа расположен досуговый центр. Ежегодно в банковские каникулы работает англо-французский рынок под названием Лё Марше (Le Marché), а летом проводится ярмарка. Есть довольно большое футбольное поле и рядом с ним небольшая детская площадка. В Крос-ин-Хенд (Cross-in-Hand) есть клуб регби для взрослых и детей.

### Подразделение в Хетфилде — Кадетские формирования сухопутных войск в Суссексе
В Хитфилде имеется подразделение кадетских формирований сухопутных войск, которое является частью Кадетских формирований сухопутных войск Суссекса. Это подразделение базируется в Молодежном центре на Хай-стрит и аффилировано с Королевским полком принцессы Уэльской. Подразделение собирается по понедельникам и средам вечером с 19:00 до 21:30 каждую неделю.

### Духовой оркестр Хетфилда
Heathfield Silver Band — духовой оркестр, базирующийся в Хетфилде, история которой восходит к 1880 году. У оркестра большой состав участников в возрасте от 9 до 80 лет. Хотя в прошлые годы женщинам не разрешалось принимать участие, теперь в оркестр желающие принимаются независимо от пола.
Репетиционная площадка на Александра-роуд в Хетфилде была расширена и отремонтирована в связи с постоянным увеличением числа оркестрантов. 3 сентября 2005 года телеведущий Дэвид Димблби (David Dimbleby) официально открыл расширенное помещение оркестра.
Духовой оркестр Хитфилда играет на свадьбах, вечеринках, церковных и праздничных мероприятиях, а также регулярно даёт концерты. Это также марширующий оркестр, принимающий участие в местных празднованиях у костра. В течение сентября-ноября оркестр марширует на карнавалах в Акфилде, Кроуборо, Мэйфилде, Льюисе и Ист-Хоутли, а также в поддержку своего родного общества Heathfield & District Bonfire Society. Оркестр также марширует в воскресенье памяти, в День Святого Георгия и на ярмарке Хеффл-Кукко в Хетфилде.

### Heathfield & District Bonfire Society
Реформированное в 2018 году группой местных энтузиастов (учредители Стив Томас, Дэйв Шубридж, Томас Кип, Рэйчел Кип, Кен Брюстер и Халина Кип), общество Heathfield & District Bonfire Society стремится укрепить чувство общности в городе и его окрестностях путем проведения традиционных костров и факельных шествий, а также участия в ежегодно проводимых праздничных мероприятиях в Суссексе, представляя Хетфилд и округ на мероприятиях у костра других обществ. Heathfield & District Bonfire Society — некоммерческая организация, поэтому любые излишки денежных средств возвращаются общине в виде помощи местным благотворительным организациям и группам. В 2019 году был проведён первый за 62 года официальный вечер у костра общества, ознаменовав возвращение костра в Хетфилд. Общество надеется проводить больше вечеров у костра для сообщества и надеется на укрепление связей с местными организациями, предприятиями и школами в Хетфилде.

## Известные люди
Среди известных жителей города — олимпийский чемпион Джейн Торвилл, игрок сборной Англии по регби Джо Марлер, бывший актер «Доктора Кто» Том Бейкер, гитарист Фред Фрит, бадминтонистка национальной сборной Хизер Олвер, певец и автор песен Rag’n’Bone Man.